# Alžbeta Stanková
Alžbeta Stanková (* 31. března 1979 Bratislava) je slovenská herečka.

## Život
Studovala na německém gymnáziu v Bratislavě, absolvovala státní konzervatoř v oboru hudebně-dramatický (1998) a dále vystudovala VŠE v Bratislavě. Hostovala v bratislavském Radošinském naivním divadle a v pražském divadle Na Jezerce. Od roku 1999 účinkovala v muzikálu Pomáda, kde hrála v role Frenchy, Patty a Cha-Chy, dále v muzikálu Starci na chmelu, Jack Rozparovač. Mezi její koníčky patří hra na klavír a balet, kterým se věnuje už od dětství.
V minulosti žila s režisérem Filipem Renčem nebo s fotografem Jakubem Ludvíkem.
V březnu 2011 se po dvou letech společného vztahu zasnoubila se svým přítelem, ochotnickým hercem a podnikatelem Janem Seidlem, který ji požádal o ruku v den jejích 32. narozenin na jevišti divadla Kalich, kde se slavila 100. repríza muzikálu Robin Hood. V dubnu 2012 se jim v porodnici v Podolí narodila dcera Alžběta.

## Filmografie
- Škriatok (1995)
- Zlodejka (1996)
- Rebelové (2001)
- Druhý plán (2001)
- Brouk v hlavě (2002)
- Rodinná pouta (2004)
- To nevymyslíš! (2005)
- Peklo s princeznou (2008)
- Vyprávěj (2009), TV seriál
- Přešlapy (2009)
- Nikdy neříkej nikdy (2009), TV seriál
- Zrcadlo (2010)
- Doktor od jezera hrochů (2010)
- Přístav (2015)
- Ohnivý kuře (2016)
- Svět pod hlavou (2017)
- Můj příběh (2019)
- Nový život (2020, TV seriál)
- Nový život: Šťastné a veselé (2020, TV film)
- Hvězdy nad hlavou (2021)
- Bezva zuby na zásnuby (2022)
- Za vším hledej ženu (2022)
- Polda (2022)
- Dobré zprávy (2022)